# Coupe des nations de rink hockey 1930
Navigation
Coupe des nations 1929 Coupe des nations 1931
La Coupe des nations de rink hockey 1930 est la 9e édition de la compétition. Elle se déroule durant le mois d'avril 1930 à Montreux, en Suisse.

## Déroulement
La compétition se compose d'un championnat à 6 équipes. Chaque équipe joue une rencontre contre les cinq autres.

## Résultats
| 1re | Faversham     | 10 | 5 | 5 | 0 | 0 |
| 2e  | Stade Bordéus | 8  | 5 | 4 | 0 | 1 |
| 3e  | Estugarda RC  | 6  | 5 | 3 | 0 | 2 |
| 4e  | HC Montreux   | 4  | 5 | 2 | 0 | 3 |
| 5e  | Patavium HC   | 1  | 5 | 0 | 1 | 4 |
| 6e  | Liége         | 1  | 5 | 0 | 1 | 4 |

|                | FAV | BOR | EST | MON | PAT | LIE |
| -------------- | --- | --- | --- | --- | --- | --- |
| Faversham      |     | 7-1 | 3-0 | 3-1 | 7-1 | 8-0 |
| Stade Bordeaux |     |     | 2-1 | 5-3 | 8-1 | 7-1 |
| Estugarda RC   |     |     |     | 4-1 | 6-1 | 2-1 |
| HC Montreux    |     |     |     |     | 7-2 | 3-0 |
| Patavium HC    |     |     |     |     |     | 3-3 |
| Liége          |     |     |     |     |     |     |

## Classement final
1. Faversham (vainqueur du tournoi de Montreux 1930)
2. Stade Bordeaux
3. Estugarda RC
4. HC Montreux
5. Patavium HC
6. Liège